# Phoenix Fire Assurance
Die Phoenix Fire Assurance (auch: Phoenix Fire Office) war ein britisches Versicherungsunternehmen.

## Geschichte

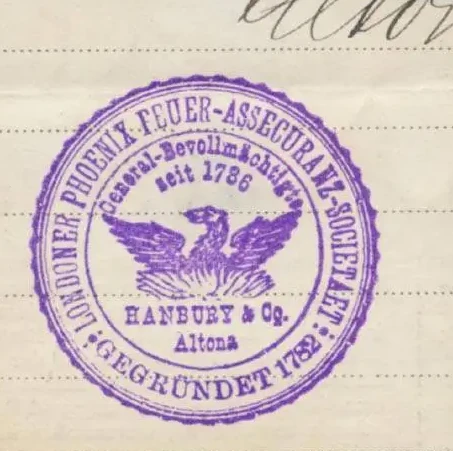
Stempel-Abdruck der „Londoner Phoenix Feuer-Assecuranz-Societaet“;
von der ab 1786 General-Bevollmächtigten Firma Hanbury & Co. in Altona

Es wurde am 3. Januar 1782 auf Initiative von Zuckerfabrikanten in London gegründet und expandierte kurz darauf ins Ausland. 1786 wurde in Hamburg die erste deutsche Agentur unter dem Namen „Phoenix Assecuranz-Societät“ gegründet. Kurz darauf folgten weitere Niederlassungen in fast ganz Deutschland. Das Unternehmen galt als Pionier für die Entwicklung des Feuerversicherungswesens in Deutschland und zeichnete zahlreiche Grossrisiken. Phoenix gehörte zu der Gruppe von ausländischen Versicherern, welche einen Teil der Schäden nach dem Hamburger Brand 1842 deckten.

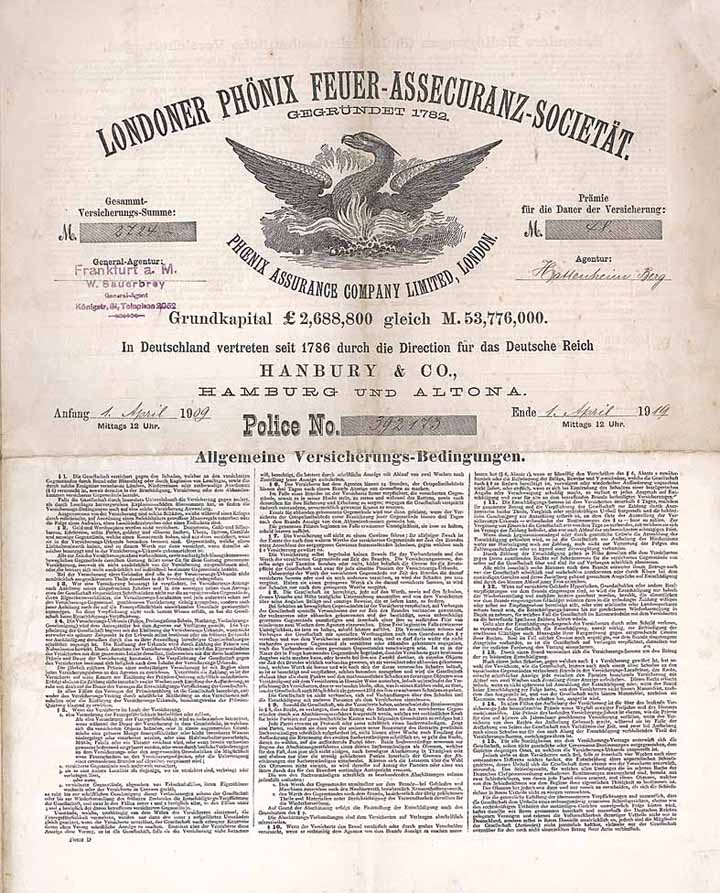
Versicherungspolice der „Londoner Phönix Feuer-Assecuranz-Societät“;
1909; General-Agentur Frankfurt am Main; Agentur Hattenheim, Berg

Ab Ende des 18. Jahrhunderts weitete das Unternehmen seine Versicherungsaktivitäten vom Kerngeschäft der Feuerversicherung auf andere Bereiche wie Kredit- und Haftpflichtversicherungen sowie Lebens- und Rentenversicherungen aus und firmierte ab 1786 unter „Phoenix Assurance“. Es folgten Gründungen von Niederlassungen und Tochtergesellschaften im damaligen britischen Weltreich.
1984 wurde Phoenix Assurance von der damaligen Sun Alliance & London (seit 2008: RSA Insurance Group) übernommen. Die Namensrechte und Portfolios verblieben teilweise bei ehemaligen Tochtergesellschaften der Phoenix. Die Lebens- und Rentenversicherungsverträge der ehemaligen Phoenix Assurance Ltd. wurden 2005 an die Resolution plc veräußert, welche später von der Pearl Group übernommen wurde. Die Pearl Group firmiert seit 2010 unter Phoenix Group und ist unter dem Namen Phoenix Life einer der größten Lebens- und Rentenversicherungsanbieter in Großbritannien.